# 針間鴨国造
針間鴨国造（はりまのかものくにのみやつこ、はりまのかもこくぞう）は、針間鴨国（播磨国北部）を支配した国造。

## 概要

### 祖先
- 『先代旧事本紀』「国造本紀」によれば、成務朝に上毛野君と同祖・御穂別命の子である市入別命を国造に定めたとされる。

### 氏族
山氏（やまうじ、姓は直）。『新撰姓氏録』の河内国未定雑姓に崇神天皇の後と記される。上毛野氏（上毛野国造）、下毛野氏（下毛野国造）、吉弥侯部（浮田国造）と同族。
『播磨国風土記』には、景行天皇と播磨稲日大郎姫の仲を取り持った、賀毛郡の山直らの始祖・息長命（またの名は伊志治、大中（息長）伊志治）が登場する。息長命は出雲臣比須良比売を妻とし、住吉酒見神社を創祀し、山酒人の子孫が当神社の神主であったとされる。
また、佐保神社は針間鴨国造の苗裔である阿部三郎太夫によって創建されたという。
伴造氏族は山部連であり、著名な人物に山部連小楯がいる。

## 本拠

### 支配領域
国造の支配領域は当時針間鴨国と呼ばれた地域、後の律令国の播磨国賀茂郡、多可郡、現在の兵庫県北播磨地域（小野市・加西市・加東市・西脇市・多可郡多可町と中播磨の最北端の東部（神崎郡神河町の北東部）に相当する。賀茂郡は後に加西郡と加東郡に別れた。
加西市玉野町・玉丘町には玉丘古墳群がある。

## 氏神
賀茂郡式内社の住吉神社あるいは佐保神社か。

### 墓
- 玉丘古墳群（たまおかこふんぐん）
加西市新家町、玉丘町、玉野町に存在する古墳時代中期の古墳群。前方後円墳、帆立貝式古墳、円墳などから構成される。『播磨国風土記』には、玉丘を舞台とした国造子女の根日女命の伝承が見える。

## 人物
- 黒田別（くろだわけ）
応神朝の国造。『播磨国風土記』に国造黒田別と見える。
- 許麻（こま）
根日女命の父。『播磨国風土記』に国造許麻と見える。
- 根日女命（ねひめのみこと）
許麻の娘。於奚天皇と袁奚天皇が山部小楯を遣わして求婚したが、兄弟が互いに譲り合ったため、姫はとうとう老衰して死んでしまったという。
- 山直（名不詳）
賀毛郡の人物。

### 『既多寺知識経』
天平6年（734年）に播磨国賀茂郡にあった既多寺などの知識衆が集まって「大智度教」を書写した『既多寺知識経』には、針間鴨国造の末裔と考えられる山直氏の人物が8名見える。
- 山直恵得
- 山直臣古
- 山直麻呂
- 山直乙知女
- 山直安麻呂
- 山直古麻呂
- 山直恵志
- 山直山持